# Lê Văn Hiến
Lê Văn Hiến (15 tháng 9 năm 1904 – 15 tháng 11 năm 1997) là một nhà cách mạng, chính trị gia, nguyên Bộ trưởng Bộ Tài chính và Bộ Lao động nước Việt Nam Dân chủ Cộng hòa, Đại biểu Quốc hội khóa I, khóa II, khóa III. Ông cũng là Đại sứ Đặc mệnh toàn quyền đầu tiên và duy nhất của Việt Nam Dân chủ Cộng hòa tại Vương quốc Lào.

## Tiểu sử
Ông sinh ngày 15 tháng 9 năm 1904 trong một gia đình nghèo tại xóm Cây Thông, thuộc xã Phước Ninh, thành phố Đà Nẵng. Nguyên quán ở thôn An Nông, xã Hòa Hải, huyện Hòa Vang,Đà Nẵng. Thuở nhỏ, ông học tại Đà Nẵng và Huế, sau đó trở thành nhân viên của Sở Bưu điện Đà Nẵng.

## Hoạt động cách mạng
Tháng 9 năm 1927, ông cùng với Lê Quang Sung, Thái Thị Bôi,... tham gia thành lập chi bộ đầu tiên của Việt Nam Thanh niên Cách mạng Đồng chí Hội tại Đà Nẵng, sau đó được cử đi dự Hội nghị Kỳ bộ Trung Kỳ của Hội vào tháng 4 năm 1928.
Năm 1930, ông gia nhập Đảng Cộng sản Đông Dương. Năm 1931, ông bị chính quyền Pháp bắt cùng với vợ là Thái Thị Bôi, ngày 24 tháng 3 bị kết án 5 năm tù, phải đi đày tại nhà ngục Kon Tum.
Sau khi được trả tự do vào tháng 11 năm 1935, ông đoàn tụ cùng vợ và tiếp tục hoạt động bí mật tại Đà Nẵng. Năm 1936, hai vợ chồng ông và Nguyễn Sơn Trà đã mở hiệu sách Việt Quảng, chuyên kinh doanh, xuất bản sách báo tiến bộ. Nơi đây còn là một cơ sở hoạt động công khai của Xứ ủy Trung Kỳ, tụ điểm liên lạc của các đảng viên cộng sản địa phương và trong vùng, trong đó có những nhà cách mạng như Phan Thanh, Phan Đăng Lưu, Lê Duẩn, Võ Nguyên Giáp, Đặng Thai Mai... đã từng đến hoạt động. Hiệu sách đã thu hút rất đông lượng độc giả từ nhiều giới trong vùng, bên cạnh đó còn kinh doanh thêm cả các mặt hàng gia dụng và nông sản nên ngày càng phát đạt.
Tuy nhiên, một thời gian sau, hiệu sách lại gặp khó khăn, bị vỡ nợ, dẫn đến Lê Văn Hiến lại phải ra tòa, bị 6 tháng tù giam. Từ đó, cửa hiệu phải di chuyển cơ sở, đổi tên thành Việt Quang và chuyển cho Nguyễn Sơn Trà làm chủ.
Đến năm 1936, thời kỳ Mặt trận Binh dân, Lê Văn Hiến được ra tù và tham gia Đảng Xã hội của Pháp chi nhánh Đông Dương. Tương tự phía Bắc có Trường Chinh và Võ Nguyên Giáp (với các bút danh Qua Ninh và Vân Đình) viết sách "Vấn đề Dân cày", thì ở miền Trung, Lê Văn Hiến và Nguyễn Sơn Trà cũng viết và xuất bản sách "Vấn đề Dân cày" và vì việc chung mà dấn thân vào hoạt động nghị trường trong cuộc Vận động Đông Dương Đại hội cũng như tham gia bầu cử Viện Dân biểu Trung Kỳ.
Để hỗ trợ cho cuộc vận động dân chủ, năm 1938, Lê Văn Hiến nhận nhiệm vụ viết sách "Ngục Kontum" để tố cáo tội ác thực dân cùng lúc với cuốn sách của nhà báo cánh tả André Viollis "Indochine SOS" (Đông Dương cấp cứu) đang làm xúc động dư luận nước Pháp.
Hoạt động công khai và tham gia Đảng Xã hội (đang cầm quyền ở chính quốc) nhưng Lê Văn Hiến trong con mắt của chính quyền thuộc địa không chỉ là "kẻ phiến loạn" mà còn là "những tên cầm đầu cộng sản" như trong các văn bản của mật thám nêu đích danh. Và Lê Văn Hiến lại bị bắt vào tháng 2/1938, trước cả khi chính quyền thuộc địa có chủ trương đàn áp sau khi Mặt trận Bình dân đổ.
Tháng 5 năm 1940, thực dân Pháp ra lệnh đóng cửa hiệu sách Việt Quang, Lê Văn Hiến và Nguyễn Sơn Trà đều bị bắt. Lần bắt thứ ba này, ông lại bị giam giữ trong 5 năm, cho đến khi Nhật đảo chính Pháp mới được thả tự do. Tháng 8 năm 1945, Lê Văn Hiến tham gia tổng khởi nghĩa tại Đà Nẵng, trở thành Chủ tịch Ủy ban nhân dân Cách mạng lâm thời thành phố Đà Nẵng ngay sau khi Đà Nẵng giành chính quyền.

### Tham gia Chính phủ và Quốc hội nước Việt Nam Dân chủ Cộng hòa
Lê Văn Hiến đã được bầu vào Ủy ban Dân tộc Giải phóng, theo lời giới thiệu của Nguyễn Chí Thanh, đại diện Trung Kỳ tham gia Quốc dân Đại hội họp ở Tân Trào, và được Chủ tịch Hồ Chí Minh mời ra thủ đô Hà Nội để đảm nhận chức Bộ trưởng Bộ Lao động trong Chính phủ Lâm thời.
Từ đầu tháng 12, ông được Chủ tịch Hồ Chí Minh cử làm Đặc phái viên của Chính phủ ở Nam Trung bộ và Nam bộ, có nhiệm vụ đi kiểm tra, chỉnh đốn các cơ quan chính quyền địa phương, kinh lý các mặt trận Trung Bộ và Nam Bộ. Tháng 3 năm 1946, ông trở thành Bộ trưởng Bộ Tài chính. Ông giữ cương vị này trong suốt những năm kháng chiến. Ngoài ra, ông còn là Đại biểu Quốc hội khóa đầu tiên, và một trong số 7 thành viên của Ủy ban dự thảo Hiến pháp năm 1946 (thành lập theo Sắc lệnh số 34-SL ngày 20 tháng 9 năm 1945), đồng thời giữ vai trò Phó Chủ tịch Hội đồng Quốc phòng Tối cao khóa đầu tiên (thành lập 19 tháng 8 năm 1948, cho đến 2 tháng 8 năm 1949 thì Phạm Văn Đồng lên thay ông làm Phó Chủ tịch Hội đồng).
Tháng 10 năm 1958, ông rời vị trí Bộ trưởng Bộ Tài chính sau 12 năm công tác. Từ 1959–1962, ông đảm nhiệm chức vụ Phó Chủ nhiệm Ủy ban Kế hoạch Nhà nước (tiền thân của Bộ Kế hoach và Đầu tư Việt Nam, trong 3 năm tham gia gây dựng Uỷ ban Kế hoạch Quốc gia chuẩn bị cho công cuộc xây dựng chủ nghĩa xã hội khởi đầu bằng Kế hoạch 5 năm lần thứ nhất (1960–1965). Ông là Đại biểu Quốc hội các khóa II, khóa III,
Năm 1962, ông được bổ nhiệm Đại sứ Đặc mệnh toàn quyền nước Việt Nam Dân chủ Cộng hòa tại Vương quốc Lào (1962–1975).
Năm 1976, ông về hưu, làm Chủ nhiệm Câu lạc bộ hưu trí Thăng Long.
Trong quá trình hoạt động cách mạng, Lê Văn Hiến chưa từng tham gia Ban chấp hành Trung ương Đảng, tham gia thực hiện hơn 50 nhiệm vụ khác nhau trong bộ máy lãnh đạo, có 5 lần giữ hàm bộ trưởng, Đại sứ, phó Chủ nhiệm Uỷ ban Kế hoạch Quốc gia. Ông cũng từng là Đại biểu dự một Đại hội toàn quốc Đảng Cộng sản Việt Nam khi đã về hưu.
Lê Văn Hiến qua đời vào ngày 15 tháng 11 năm 1997 tại Hà Nội, hưởng thọ 94 tuổi.

## Tác phẩm
- Bạc tín phiếu (trước 1954).
- Ngục Kontum (1938).
- Nhật ký của một bộ trưởng (1996).

## Gia đình
Lê Văn Hiến đã kết hôn 2 lần, cả hai người vợ của ông đều cùng quê Quảng Nam:
- Người vợ đầu là bà Thái Thị Bôi (1911–1938), cũng là một nhà cách mạng, hoạt động cùng ông trong Hội Việt Nam Cách mạng Thanh niên và Đảng Cộng sản Đông Dương. Bà kết hôn với ông vào cuối năm 1929, cùng chồng bị bắt năm 1930, sau một thời gian được thả ra. Ra khỏi khám Sài Gòn, bà sinh con trai đầu lòng, tuy nhiên do bà bị tra tấn và điều kiện khắc nghiệt trong tù trước đó, nên đứa trẻ được một tháng thì mắc bệnh rồi chết. Sau khi Lê Văn Hiến được trả tự do, bà cùng chồng hoạt động tại thành phố Đà Nẵng. Do làm việc quá sức, bà lâm bệnh nặng và qua đời vào ngày 23 tháng 2 năm 1938.[15] Hai ông bà có một con gái Lê Ngọc Ái.[16]
- Người vợ hai là bà Lê Thị Xuyến (1909–1996), Chủ tịch đầu tiên của Hội Liên hiệp Phụ nữ Việt Nam. Trước đấy, bà Xuyến đã kết hôn với Phan Thanh năm 1928 và có hai con. Gia đình Phan Thanh-Lê Thị Xuyến và Lê Văn Hiến-Thái Thị Bôi là hai gia đình thân thiết. Về sau Phan Thanh mất năm 1939, Thái Thị Bôi cũng qua đời năm 1938. Tháng 6 năm 1949, Lê Văn Hiến và Lê Thị Xuyến tục huyền với nhau. Bà Xuyến mất năm 1996.[16]

## Tưởng niệm
Tên ông đã được đặt cho một con đường ở quận Ngũ Hành Sơn, Đà Nẵng, hai trường tiểu học và trung học cơ sở ở huyện Sơn Dương tỉnh Tuyên Quang và quận Ngũ Hành Sơn. Ngoài ra tên của ông cũng được đặt cho một con đường chạy qua trường Học viện Tài chính thuộc phường Đức Thắng, quận Bắc Từ Liêm, Hà Nội.
Năm 2008, ông được Nhà nước Việt Nam truy tặng Huân chương Sao Vàng vì những đóng góp của ông cho ngành ngoại giao.